# Antonín Panenka

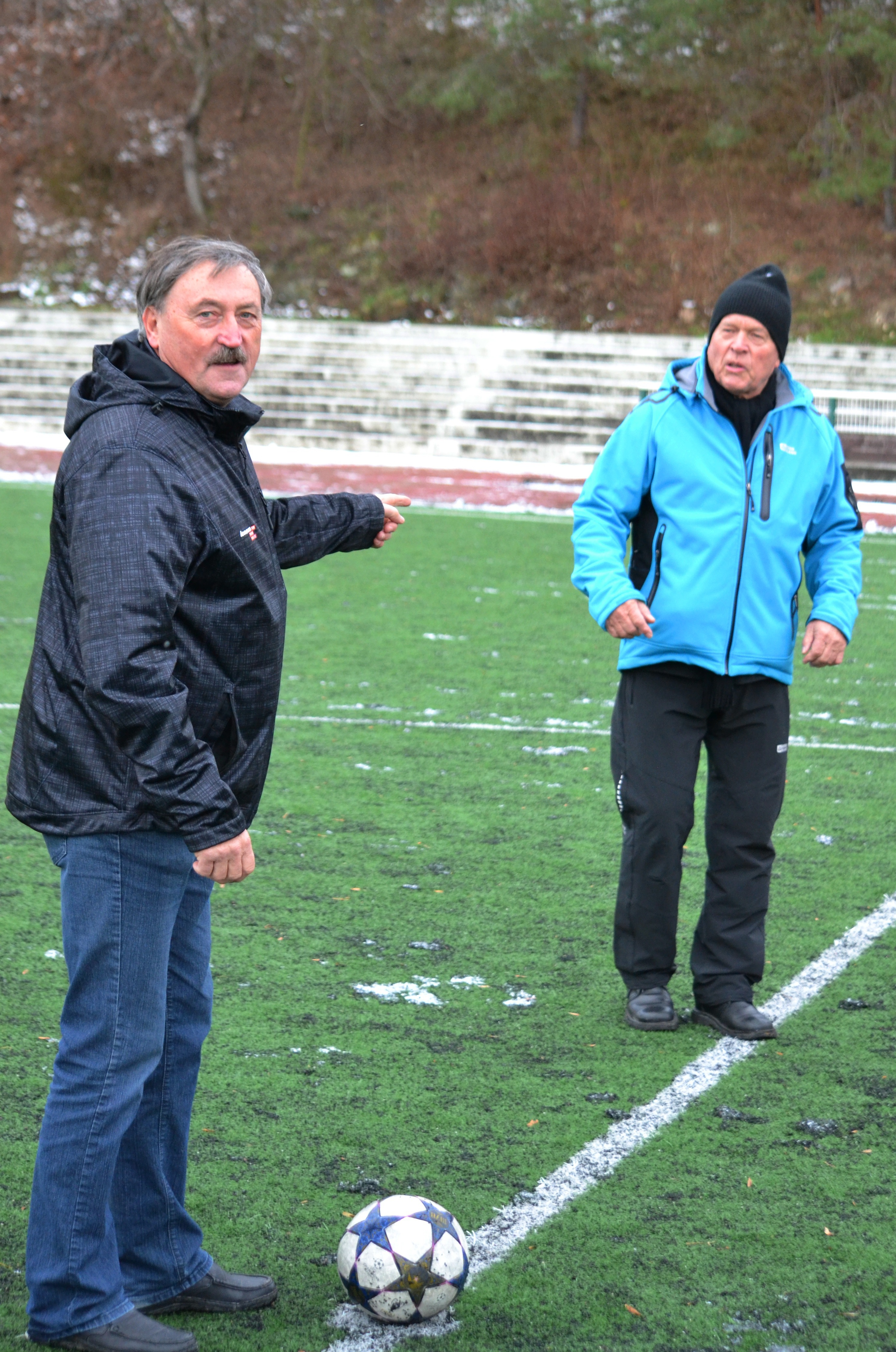
S brankářem Ivo Viktorem (2013)

Antonín Panenka (* 2. prosince 1948 Praha) je bývalý československý fotbalista a reprezentant, mistr Evropy z Jugoslávie 1976. V roce 1980 byl vyhlášen československým fotbalistou roku. Členem prestižního Klubu ligových kanonýrů se stal po změně pravidel klubu v listopadu 2016.
Kromě známého pokutového kopu (penalty) je po něm pojmenován i španělský fotbalový časopis Panenka.

## Kariéra
Poprvé nastoupil k ligovému zápasu v necelých dvaceti letech za Bohemians Praha. Jeho prvním reprezentačním startem byl kvalifikační zápas na mistrovství světa v roce 1973 proti Skotsku. Roku 1976 díky jím proměněné rozhodující penaltě ve finále proti Západnímu Německu získalo Československo titul mistrů Evropy. Jeho slavné penaltě se říká „vršovický dloubák“ (zatímco ve světě se používá pojem „Panenka goal“ nebo „Panenka kick“). Sám sebe kopajícího penaltu ztvárnil v malé roli v českém filmu Sonáta pro zrzku (1980). V roce 1980 byl vyhlášen československým fotbalistou roku.
V roce 1981 odešel z Bohemians do Rapidu Vídeň, s nímž do svého odchodu roku 1985 vyhrál dvakrát rakouskou ligu a třikrát rakouský pohár a v sezoně 1984/85 se probojovali do finále Poháru vítězů pohárů. V tomto finále proti Evertonu Panenka nastoupil jako střídající hráč a stal se prvním Čechem ve finále evropského poháru. V sezoně 1983/84 byl nejlepším ligovým střelcem Rapidu Vídeň (dal o jednu branku více, než proslulý kanonýr Hans Krankl).
Po návratu do vlasti se stal asistentem trenéra a funkcionářem v Bohemians. Roku 2008 získal Cenu Václava Jíry.
Dne 28. října 2008 mu prezident ČR Václav Klaus udělil státní vyznamenání – Medaili Za zásluhy I. stupně.
V roce 2020 byl uveden do Síně slávy českého sportu, když převzal Cenu Emila Zátopka určenou sportovní legendě.

### Prvoligová bilance
| Ročník               | Zápasy | Góly | Klub                   |
| -------------------- | ------ | ---- | ---------------------- |
| I. čs. liga 1967/68  | 3      | 0    | TJ Bohemians ČKD Praha |
| I. čs. liga 1969/70  | 21     | 3    | TJ Bohemians ČKD Praha |
| I. čs. liga 1973/74  | 28     | 9    | TJ Bohemians ČKD Praha |
| I. čs. liga 1974/75  | 24     | 7    | TJ Bohemians ČKD Praha |
| I. čs. liga 1975/76  | 27     | 15   | TJ Bohemians ČKD Praha |
| I. čs. liga 1976/77  | 26     | 14   | TJ Bohemians ČKD Praha |
| I. čs. liga 1977/78  | 30     | 11   | TJ Bohemians ČKD Praha |
| I. čs. liga 1978/79  | 30     | 7    | TJ Bohemians ČKD Praha |
| I. čs. liga 1979/80  | 27     | 5    | TJ Bohemians ČKD Praha |
| I. čs. liga 1980/81  | 14     | 5    | TJ Bohemians ČKD Praha |
| I. rak. liga 1980/81 | 18     | 4    | SK Rapid Wien          |
| I. rak. liga 1981/82 | 33     | 13   | SK Rapid Wien          |
| I. rak. liga 1982/83 | 29     | 15   | SK Rapid Wien          |
| I. rak. liga 1983/84 | 26     | 18   | SK Rapid Wien          |
| I. rak. liga 1984/85 | 21     | 13   | SK Rapid Wien          |
| CELKEM 1. čs. liga   | 230    | 76   |                        |
| CELKEM 1. rak. liga  | 127    | 63   |                        |

## Reprezentace
Antonín Panenka debutoval v A-mužstvu Československa 26. 9. 1973 v kvalifikačním zápase v Glasgowě proti reprezentaci Skotska (prohra 1:2). Zúčastnil se mistrovství Evropy 1976 v Jugoslávii (zisk titulu), mistrovství Evropy 1980 v Itálii (zisk bronzové medaile) a mistrovství světa 1982 ve Španělsku. Na ME 1980 dal ve skupině gól Řecku a na MS 1982 dal góly z penalt Kuvajtu a Francii (to byly jediné góly Československa na tomto MS). Celkem odehrál v letech 1973–1982 za československý národní tým 59 zápasů a vstřelil 17 gólů.

## Panenkova penalta
Slavná proměněná penalta Antonína Panenky se zapsala do historie fotbalu ve finále mistrovství Evropy v Bělehradě v roce 1976, v němž se československý tým střetl s mužstvem Západního Německa. Za stavu 2:2 po prodloužení následoval penaltový rozstřel (první v historii finále evropských šampionátů). Čtyři českoslovenští a tři němečtí fotbalisté proměnili, ovšem čtvrtý německý hráč Uli Hoeneß přestřelil bránu. Antonín Panenka byl v situaci, kdy mohl Československu zajistit první titul v historii. Rozběhl se, čímž předstíral prudkou ránu, německý brankář Sepp Maier skočil do strany, zatímco Antonín Panenka míč lehce podkopl a poslal jej dloubáčkem doprostřed brány. Titul tak získalo Československo. Stejný trik Panenka použil již dříve a vůbec prvním „exekutorem“ byl jeho kolega z Bohemians Štefan Ivančík.

## Politická angažovanost
V doplňovacích volbách do Senátu PČR v roce 2014 kandidoval jako nestraník za subjekt „Nezávislí pro Prahu 10 - Hnutí pro lepší Desítku“ v obvodu č. 22 – Praha 10. Se ziskem 13,44 % hlasů skončil na 4. místě a nepostoupil tak ani do druhého kola. Po skončení prvního kola vyjádřil společně s dalšími neúspěšnými senátorskými kandidáty Bohuslavem Sobotkou, Ondřejem Liškou a Eliškou Wagnerovou podporu Ivaně Cabrnochové do druhého kola.

## Význam a ohlasy

### Pamětní medaile
V rámci sběratelské série medailí Československé fotbalové legendy vyrazila Česká mincovna zlatou čtvrtuncovou medaili i Antonínu Panenkovi. Medaile byly vyraženy v únoru 2016 v omezeném množství 200 kusů. Autorem averzu medaile je Martin Dašek a reverzu Asamat Baltaev. Recesista a písničkář Xavier Baumaxa (Lubomír Tichý) v roce 2021 vydal album F!asko, na němž vévodí píseň "Panenka Kick", v níž humorným způsobem oslavuje Antonína Panenku a jeho fotbalový majstrštyk v roce 1976. Oba muži se setkali, Panenka byl s písní i jejím textem seznámen. Na koncertu v Lucerna Music Baru koncem roku 2021, kde bylo album pokřtěno, vystoupil na pódiu jako hlavní host a do davu fanoušků vykopl míč.
"Píseň se mi líbila, tak proč ne – navzdory tomu, že pro mě byla muzika Xaviera Baumaxy novinkou, což nic neznamená, protože nejsem úplně múzický typ. Například z hudební výchovy jsem na druhém stupni základky (ZŠ Sázavská, Praha 2 - Vinohrady, * pozn. editora) měl dostat trojku a doporučili mi, abych raději pískal, než zpíval...Jsem dojatý. Podepíšu tři míče, divákům je dloubákem kopnu, Xavierovi pokropím desku (jmenuje se kdovíproč F!asco) šampaňským. Obejmeme se. Klub skanduje: Everybody copy Panenka!...Jsem rád, že píseň o mně udělal právě tenhle kluk – a že není patetická, ale vtipná."
https://reportermagazin.cz/68588/everybody-copy-panenka/
https://xavierbaumaxa.cz/music.php